# Telaio ad alto liccio

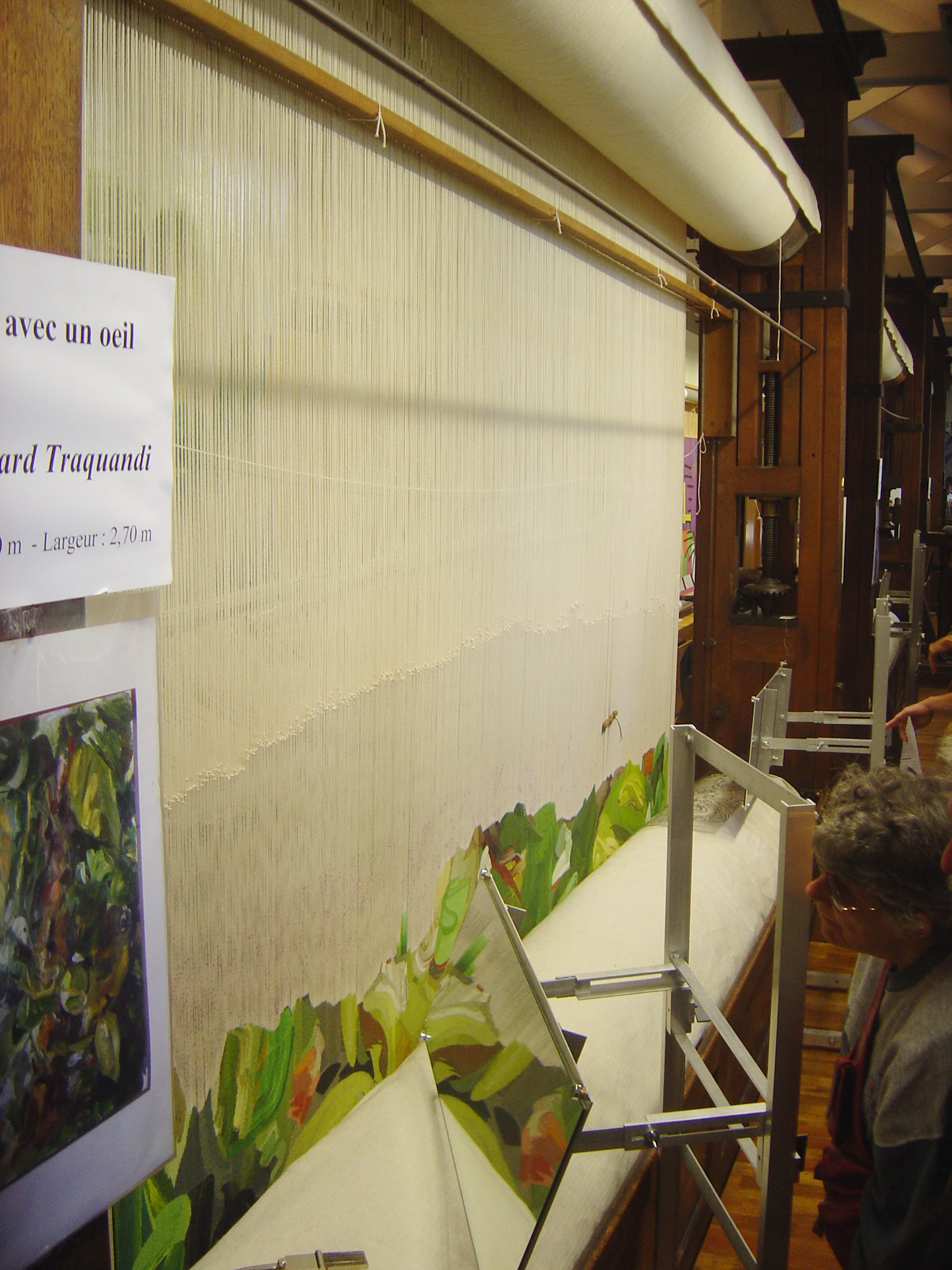
Telaio ad alto liccio della manifattura dei Gobelins

Il telaio ad alto liccio è un tipo di telaio verticale usato per realizzare l'arazzo. La sua caratteristica, a differenza dell'altro tipo di telaio usato per gli arazzi, quello a basso liccio, è di poter produrre pezzi di ampie dimensioni, pur se con tempi di lavorazione più lunghi. 

## Struttura
È costituito da:
- due montanti laterali detti piantane che reggono i curli. Le piantane sono molto solide e dotate di piedi in modo da sostenere saldamente tutta la struttura del telaio.
- gli organi di tensione, dispositivi, posti nelle piantane, dotati di vite senza fine che allontanando i curli mettono in tensione l'ordito.
- due curli o rulli o subbi, cilindri in legno o metallo dotati alle estremità di due perni che permettono la rotazione e di un ingranaggio dentato per bloccarla, posti, uno sopra l'altro a circa 1,50 m di distanza:
- il curlo superiore che porta l'ordito o catena vergine posto in alto, esattamente sopra a:
- il curlo inferiore, posto in basso, dove si arrotola la parte di arazzo già tessuta.
- la bacchetta del curlo, inserita nella gola del curlo porta i fili d'ordito.
- il bastone d'incrocio sottile bacchetta di legno che  tiene separate le due serie dei fili d'ordito, quella pari davanti e quella dispari dietro.
- il paletto dei licci bastone che porta i licci sostenuto da due supporti delle piantane e posto davanti al telaio.

## Funzionamento
Il cartone d'arazzo viene ricalcato e i contorni riportati sull'ordito, teso tra i due curli, poi viene posizionato di fianco o dietro i tessitori per poter controllare la precisione dell'esecuzione. 
I fili d'ordito sono divisi in due serie (pari e dispari) che sono tenute divise dal bastone d'incrocio, quella pari davanti e quella dispari dietro. La serie pari è libera mentre ogni filo della serie dispari, passando attraverso il fascio anteriore nello spazio d'intervallo tra uno e l'altro dei fili pari, è collegato con un liccio di corda al paletto dei licci, posto davanti al telaio su due supporti retti dalle piantane. Tirando in fuori il paletto i fili posteriori (dispari) avanzano incrociandosi con quelli davanti (pari) aprendo il passo per inserire i fili di trama.
A differenza della tessitura di un tessuto dove il filo di trama corre da un lato all'altro portato da una navetta e facendo una riga per volta, nel telaio ad alto liccio si lavora mantenendo l'apertura del passo con la mano sinistra e introducendo il filo di trama su una porzione ristretta della superficie con delle passate, limitatamente alla zona di un colore del disegno. Forniti di molte navette, i brocci coi colori necessari, si costruisce una piccola porzione di tessuto (avanzamento) seguendo con precisione la forma del disegno. Così può succedere che nell'arazzo in lavorazione ci siano parti più avanzate perché si continua la costruzione di una zona dello stesso colore (esempio un fiore, una foglia), e parti che vengono riprese in seguito, creando un profilo spezzato. Il filo di trama viene fortemente schiacciato, battuto, con il pettine fino a coprire completamente l'ordito, che non è più visibile a lavoro ultimato. 
Molto frequentemente gli arazzi vengono tessuti di lato, per caratteristiche tecniche della resa, in modo che la verticale, l'ordito, diventa orizzontale (esempio un personaggio è tessuto sdraiato, apparirà in piedi quando l'arazzo verrà appeso).

## Strumenti
Per la realizzazione di un arazzo oltre il telaio sono necessari:
- il cartone, che riporta, in misura reale, il disegno da eseguire.
- l'orditoio, semplice dispositivo fornito di caviglie, perni intorno ai quali si avvolgono i fili per preparare l'ordito.
- i brocci, sono le navette per questo tipo di telaio, consistono in spolette di legno, appuntite ad una estremità e con un ingrossamento a pallina dall'altra per fermare il filo poiché durante il lavoro restano appese, molto simili alle fuselle di un tombolo.
- il pettine, consiste in un blocchetto di legno duro (bosso) o avorio, oggi plastica, di una dimensione che può stare comodamente in mano, appiattito ad una o ad entrambe le estremità dove sono tagliati i denti che servono per compattare le trame.
- lo specchio, serve per controllare il lavoro.
- le forbici, per tagliare il filo delle navettine o dei brocci quando è terminata la zona da tessere.